# Eumichthus oedipus
Eumichthus oedipus är en skalbaggsart som beskrevs av Leconte 1873. Eumichthus oedipus ingår i släktet Eumichthus och familjen långhorningar. Inga underarter finns listade i Catalogue of Life.